# نادين كعدان
نادين كعدان (مواليد 1985 في باريس)، رسامة ومؤلفة كتب أطفال سورية تعيش في لندن.
أصدرت 15 كتابًا،  بما في ذلك قصص احتفاء بالعالم العربي.
وتتمثل مهمتها في الدفاع عن التمثيل الممكّن والشامل في كتب الأطفال حتى يتمكن كل طفل من رؤية نفسه في قصة.
نادين عضو في المجلس الدولي لكتب الشباب (IBBY).  عُرضت رسوماتها التوضيحية في معرض BIB (بينالي التصوير براتيسلافا 2011). 
في عام 2021، كلّف متحف القصة نادين بكتابة "أمل تلتقي أليس"، وهو عبارة عن فعالية مسيرة تنظّم في أكسفورد 

## النشأة والتعليم
ولدت نادين في سوريا. تخرجت في كلية الفنون الجميلة بدمشق  وحصلت على شهادتي ماجستير، إحداهما في الرسم التوضيحي من جامعة كينغستون، والأخرى في الفنون والسياسة في كلية غولدسميث، جامعة لندن.

## الجوائز
- أدرجت كعدان ضمن قائمة الـ 100 امرأة التي تصدرها بي بي سي والتي أُعلن عنها في 23 تشرين الثاني (نوفمبر) 2020. [8]
- فاز كتابها "ليلى أجيبيني" (2011) بجائزة آنا ليند (أفضل كتاب روائي للأطفال ذوي الاحتياجات الخاصة)، [9]
- ترشيح كتابها "الغد" لنيل جائزة كيت غريناواي عام 2019.
- ترشيح كتابها "الغد" لنيل جائزة ليتيل ريبيلز لكتّاب الأطفال عام 2019.